# Adolphe Bühl
Adolphe Bühl, auch Buhl, (* 19. Juni 1878 in Paris; † 24. März 1949 in Viry-Châtillon) war ein französischer Mathematiker und Astronom.
Bühl erlitt mit vierzehn Jahren eine Lähmung, so dass er im späteren Leben nur mit Krücken gehen konnte. Er erwarb seine mathematischen Kenntnisse überwiegend autodidaktisch, studierte mit Unterstützung von Paul Appell, Lucien Lévy, Amédée Mannheim, Charles-Ange Laisant, erwarb 1898/99 Lizenzen in Mathematik und 1900 in Himmelsmechanik und wurde 1901 an der Sorbonne promoviert. Die dazu eingereichte erste These war Sur les équations différentielles simultanées et la forme aux dérivées partielles adjointe und die zweite These  La théorie de Delaunay sur le mouvement de la lune über die Theorie der Mondbewegung von Charles Delaunay. Die Promotion erfolgte bei Gaston Darboux, Henri Poincaré und Paul Appell. 1903 wurde Bühl Dozent (Maître de conférences) für Astronomie an der Universität Montpellier (Faculté des sciences) und ab 1909 Professor für rationale Mechanik und Analysis an der Universität Toulouse. 1945 ging er in den Ruhestand.
Ab 1903 war er im Herausgebergremium der Zeitschrift L’Enseignement mathématique und ab 1920 mit Henri Fehr Hauptherausgeber als Nachfolger von Charles-Ange Laisant. Ab 1930 war er als Sekretär einer der Herausgeber der Annales de la Faculté des sciences de Toulouse.
Er befasste sich mit Geometrie von Flächen, Analysis und theoretischer Physik.
Bühl erhielt den Prix Peccot-Vimont. Er war Mitglied der Ehrenlegion. 1928 hielt er einen Vortrag auf dem ICM in Bologna (Sur la permutabilité des opérateurs différentiels) und 1932 auf dem in Zürich (Sur la formule de Stokes pour espaces à canaux).

## Schriften
- Gravifiques, groupes, mécaniques, Mémorial des sciences mathématiques publié sous le patronage de l'Académie des sciences de Paris, Paris 1934
- Formules stokiennes, Paris, Mémorial des sciences mathématiques 16, 1926
- Aperçus modernes sur la théorie des groupes continus et finis, Mémorial des sciences mathématiques 33D, Paris 1928
- Géométrie et analyse des intégrales doubles, Collection Scientia, Gauthier-Villars, Paris 1920
- Séries analytiques. Sommabilité, Gauthier-Villars 1925
- Nouveaux éléments d’analyse: Calcul infinitésimal. Géométrie. Physique théorique, Gauthier-Villars, 4 Bände, ab 1937